# Соловьёв, Евгений Сергеевич
Евге́ний Серге́евич Соловьёв (укр. Євген Сергійович Соловйов; 9 апреля 1990, Чернобаевка) — украинский военный лётчик, майор, участник российско-украинской войны. Герой Украины (2022).

## Биография
Родился в семье с авиационными традициями: дед — военный лётчик, участник войны в Афганистане; дядя — борттехник; отец — инженер авиационного оборудования. Детство прошло на аэродромах и в военных гарнизонах.
С отличием окончил Харьковский университет Воздушных Сил имени Ивана Кожедуба. С 2011 года служит в 11-й отдельной бригаде армейской авиации (в/ч А1604) на авиабазе Чернобаевка.
Через три месяца после начала службы стал командиром вертолёта Ми-8. Участвовал в миротворческой миссии ООН в Демократической Республике Конго, выполняя задачи в сложных климатических и географических условиях. В 2018 году принимал участие в миротворческой миссии в Либерии.
С началом российской агрессии в 2014 году выполнял боевые задачи в зоне АТО, включая эвакуацию раненых в районе Саур-Могилы. С 2022 года активно участвует в боевых действиях, включая операции по поддержке обороны Мариуполя и освобождению острова Змеиный.

## Награды
- Звание «Герой Украины» с удостоением ордена «Золотая Звезда» (14 октября 2022) — за личное мужество и героизм, проявленные в защите государственного суверенитета и территориальной целостности Украины, верность военной присяге[2].
- Орден Богдана Хмельницкого II степени (24 апреля 2022) — за личное мужество и высокий профессионализм, проявленные в защите государственного суверенитета и территориальной целостности Украины, верность военной присяге[3].
- Орден Богдана Хмельницкого III степени (31 октября 2014) — за личное мужество и высокий профессионализм, проявленные в защите государственного суверенитета и территориальной целостности Украины, верность военной присяге[4].